# Wintus
Els wintu (també wintun del Nord) són amerindis dels Estats Units que viuen a l'actual Nord de Califòrnia. Formen part d'una associació llunyana de pobles coneguts col·lectivament com a wintun (o wintuan). Altres són els nomlakis i els patwins. La llengua wintu forma part del grup penutià.
Històricament el wintu van viure principalment al costat oest de la part nord de la vall del Sacramento, des del riu Sacramento a la Serralada Costanera Californiana. El territori wintu també va incloure les parts meridionals de l'Alt riu Sacramento (al sud de la conca de Salt Creek), la part meridional del riu McCloud i la part superior del riu Trinity. També vivien en les proximitats de l'actual Chico, al costat oest del riu que s'estén fins a la cadena costanera.
Molts wintu viuen a la reserva Round Valley i a les ranxeries Colusa, Cortina, Grindstone Creek, Redding, i Rumsey.

## Història
La primera trobada registrada entre els wintu i els euroamericans data l'expedició de Jedediah Smith el 1826, seguit per una expedició liderada en 1827 per Peter Skene Ogden. Entre 1830 i 1833 molts wintu van morir de malària: una epidèmia que va matar un 75% de la població indígena a la part superior i el centre de la Vall del Sacramento.
En els anys següents els debilitats wintus van caure víctima de la competència pels recursos per part dels colons europeus-americans nouvinguts. Llurs ramats de bestiar destrueixen el subministrament d'aliments wintu i les activitats de mineria d'or van causar la contaminació dels rius. Els wintu també van ser forçats a treballar com a jornalers en les operacions d'extracció d'or. El 1846 John C. Frémont i Kit Carson van matar 175 wintus i yanes.
Els colons van tractar de controlar la terra wintu i reubicar el poble a l'oest de Clear Creek. En una "festa de l'amistat" l'any 1850, els blancs serviren menjar enverinat als indis locals, provocant la mort de 100 Nomsuu i 45 wenemem. Les morts i destrucció de terra wintu continuaren en 1851 i 1852 en incidents com la massacre de Bridge Gulch.

## Cultura
La llengua wintu és una de les llengües wintun. Les històries i llegendes dels wintu del riu Trinity foren contades per Grant Towendolly a Marcelle Masson, qui les publicà a A Bag of Bones (1966).

## Població
Els erudits discrepen sobre la població històrica de les tribus abans de contacte europeu-americà. Alfred L. Kroeber estimà el 1770 la població combinada de wintus, nomlakis, i patwins en 12.000. Sherburne F. Cook va calcular inicialment la població wintu pròpiament dita en 2.950, però més tard va gairebé doblar l'estimació a 5.300. Frank R. LaPena estimà un total de 14.250 en la seva obra dels 1970.
Kroeber estimà la població combinada de wintus, nomlakis, i patwins en 1910 en uns 1.000. Avui la població s'ha recuperat una mica i hi ha al voltant de 2.500 wintun. Molts viuen a la reserva Round Valley i a les ranxeries Colusa, Cortina, Grindstone Creek, Redding, i Rumsey.